# Sint-Pietersburcht

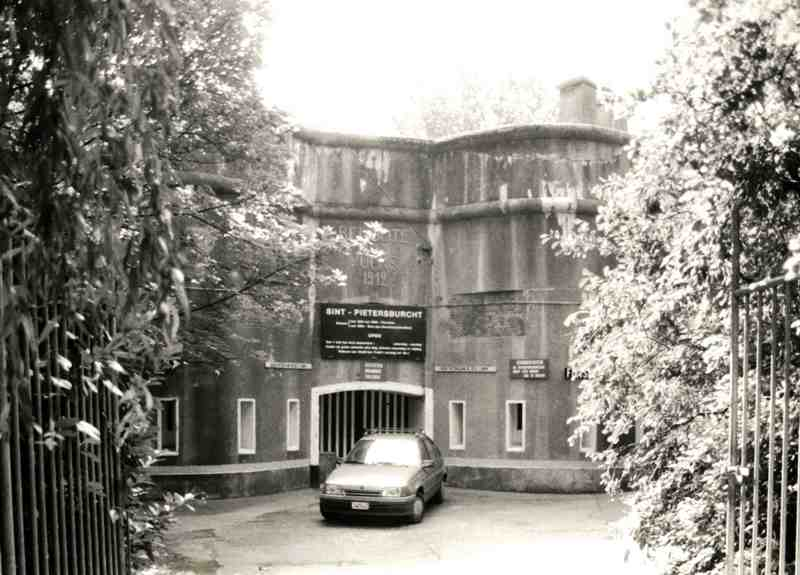
Sint-Pietersburcht (1993)

De Sint-Pietersburcht (of: Schans van Puurs) is een verdedigingswerk in de tot de Antwerpse gemeente Puurs-Sint-Amands behorende plaats Puurs, gelegen aan Scheeveld 18. Sinds 2024 wordt deze locatie bedient door de stoomtrein dendermonde-Puurs aan de gelijknamige halte.

## Geschiedenis
Het betreft een schans die onderdeel uitmaakte van de derde vestinggordel om Antwerpen en is gelegen tussen het Fort van Liezele en het Fort van Bornem. Deze behoort dus tot de buitenste verdedigingsgordel van de Stelling van Antwerpen.
De schans bestaat uit een betonnen redoute met een vooruitgeschoven geschutskoepel.
In 1954, de militaire betekenis van de Stelling van Antwerpen was toen al lang verdwenen, werd de schans aangekocht door de parochie van Puurs en vanaf 1990, onder beheer van het Sint-Jan-Berchmansinstituut, werd het een recreatiedomein waarin een speeltuin en een cafetaria werden ingericht.